# Christian Dietrich Grabbe
Christian Dietrich Grabbe (Detmold, 11 december 1801 - aldaar, 12 september 1836) was een Duits toneelschrijver, cynicus en provocateur. Men rekent hem tot de Vormärz.

## Leven
Zijn vader, Adolf Heinrich Grabbe, is opziener in een tuchthuis te Detmold, en Grabbe wordt in dat tuchthuis geboren. Hij is van bescheiden afkomst en wordt reeds tijdens zijn schooljaren drankzuchtig. Later zal hij beweren, dat hij als kind reeds met moordenaars omging en alcohol te drinken kreeg.
Tijdens zijn studie te Leipzig leert Grabbe Georg Ferdinand Kettembeil kennen. In 1822 studeert hij recht te Berlijn; hij frequenteert er literaire kringen en ontmoet er Heinrich Heine.
Ludwig Tieck moedigt hem aan acteur te worden, en hij solliciteert dan ook bij diverse theaters, onder andere te Braunschweig en Hannover. Wanneer al zijn pogingen mislukken, keert Grabbe berooid en verbitterd terug naar Detmold. Plotseling legt hij in 1824 echter alsnog zijn examen af en wordt ambtenaar bij de militaire rechtbank. Hij zal het slechts een paar jaar, tot 1834, volhouden, ofschoon hij tot luitenant wordt bevorderd, en Grabbe vult zijn dagen met lezen; hij verwerkt geschiedenisboeken over Napoleon en werpt zich op Shakespeare. Wanneer Kettembeil hem in 1827 voorstelt, zijn werken voor hem te publiceren, oogst Grabbe meteen succes met Herzog Theodor von Gothland: Grabbe spreidt hierin een ongewoon nihilisme tentoon, waarbij noch het leven, noch de dood interessant blijken, het kwade het goede overwint en alles in een bloedige hel uitmondt.
Zijn cynisme voert hij datzelfde jaar op komische wijze ten top met Scherz, Satire, Ironie und tiefere Bedeutung. Het is tot op vandaag een van de briljantste satires op literatuur in het algemeen, en wordt in de literatuurkritiek als een van de weinige goede Duitse komedies aangezien. Grabbe valt in dit stuk vrijwel al zijn tijdgenoten aan, en de boodschap is dat niet enkel dit toneelstuk, maar de hele wereld een potsierlijke komedie is. Hij schijnt hier reeds, ruim een eeuw vóór Brecht, door de onzichtbare wand van het theater te breken: personages geven commentaar op het stuk waarvan ze deel uitmaken, en Grabbe, als auteur, neemt uiteindelijk zelf aan het stuk deel, grijpt in de actie in en wordt een van de personages.
Grabbe wordt zijn hele leven geplaagd door alcoholisme en relatieproblemen. Hij dingt naar de hand van Louise Clostermeier, aan wie hij een exemplaar van Don Juan und Faust stuurt. Zij wijst hem echter af. Wanneer zij uiteindelijk in 1831 van idee verandert, heeft Grabbe al een verhouding met Henriette Meyer. Laatstgenoemde ontvlucht Detmold, maar wordt door Grabbe achtervolgd. Uiteindelijk, wanneer Louise hem huwt, loopt het huwelijk spoedig op de klippen. Grabbe verlaat halsoverkop Detmold, maar moet in 1836 om financiële redenen terugkeren. Daar laat zijn vrouw hem niet eens meer binnen: Grabbe moet de politie inroepen om in zijn woonst in te breken. Kort daarop vraagt Louise de scheiding aan, maar Grabbe sterft vooraleer die wordt voltrokken.
Ofschoon Grabbe een aantal productieve fasen had, eerst onder een contract met Kettembeil, later dankzij de stimulatie van Karl Immerman, viel hij toch ten prooi aan zelfoverschatting, die door zijn drankzucht nog verzwaard werd. Vele van zijn grootse projecten zijn onvoltooid gebleven, en hij had een overmatige belangstelling voor heroïek en dadendrang (bijvoorbeeld in Napoleon oder die hundert Tage). Zijn stukken zwelgen in een bombastische overdaad, die weliswaar steeds stilistisch welgevormd en zeer origineel is.
In navolging van Shakespeare, tegen wiens invloed hij zich tegelijk verzette, wilde hij een reeks van zes koningsdrama's over de Hohenstaufen schrijven. Hij voltooide er evenwel slechts twee. Een Grabbe die echter niet door heldhaftigheid gedreven is en een mindere hang naar pompositeit heeft, toont zich in Aschenbrödel, ein dramatisches Märchen: een van zijn thans minst bekende stukken, waarin zijn dramatisch en poëtisch meesterschap misschien wel het best naar voren komt. In Don Juan und Faust komen de tegenstellingen in Grabbes eigen karakter aan de oppervlakte. Cynisch als hij is, stuurt hij beide protagonisten uiteindelijk naar de hel.
Grabbe wordt soms antisemitisch genoemd; zijn werk kreeg inderdaad een grotere belangstelling tijdens het Derde Rijk. Desalniettemin was het het experimentele, absurde en expressionistische theater uit de vroege twintigste eeuw dat zijn avant-gardistische en excentrieke oeuvre herontdekte.

## Werken
- 1827    Herzog Theodor von Gothland (geschreven 1822)
- 1827    Scherz, Satire, Ironie und tiefere Bedeutung (idem)
- 1827    Marius und Sulla (fragmentarisch)
- 1829    Don Juan und Faust
- 1829/30 Die Hohenstaufen: Barbarossa, Heinrich VI.
- 1831    Napoleon oder die hundert Tage
- 1835    Hannibal
- 1835    Aschenbrödel, ein dramatisches Märchen
- 1838    Die Hermannsschlacht

Voorts nog een verhandeling, getiteld Über die Shakespearomanie.